# Bahnhof Dortmund-Lütgendortmund
Der Bahnhof Dortmund-Lütgendortmund ist ein eingleisiger, unterirdisch gelegener Kopfbahnhof. Der Bahnsteig ist per Treppe, Rolltreppe oder Aufzug zu erreichen. Betrieblich ein Haltepunkt, heißt er zur Unterscheidung von anderen Bahnhöfen mit dem Namen Lütgendortmund auch Dortmund-Lütgendortmund S-Bahn.

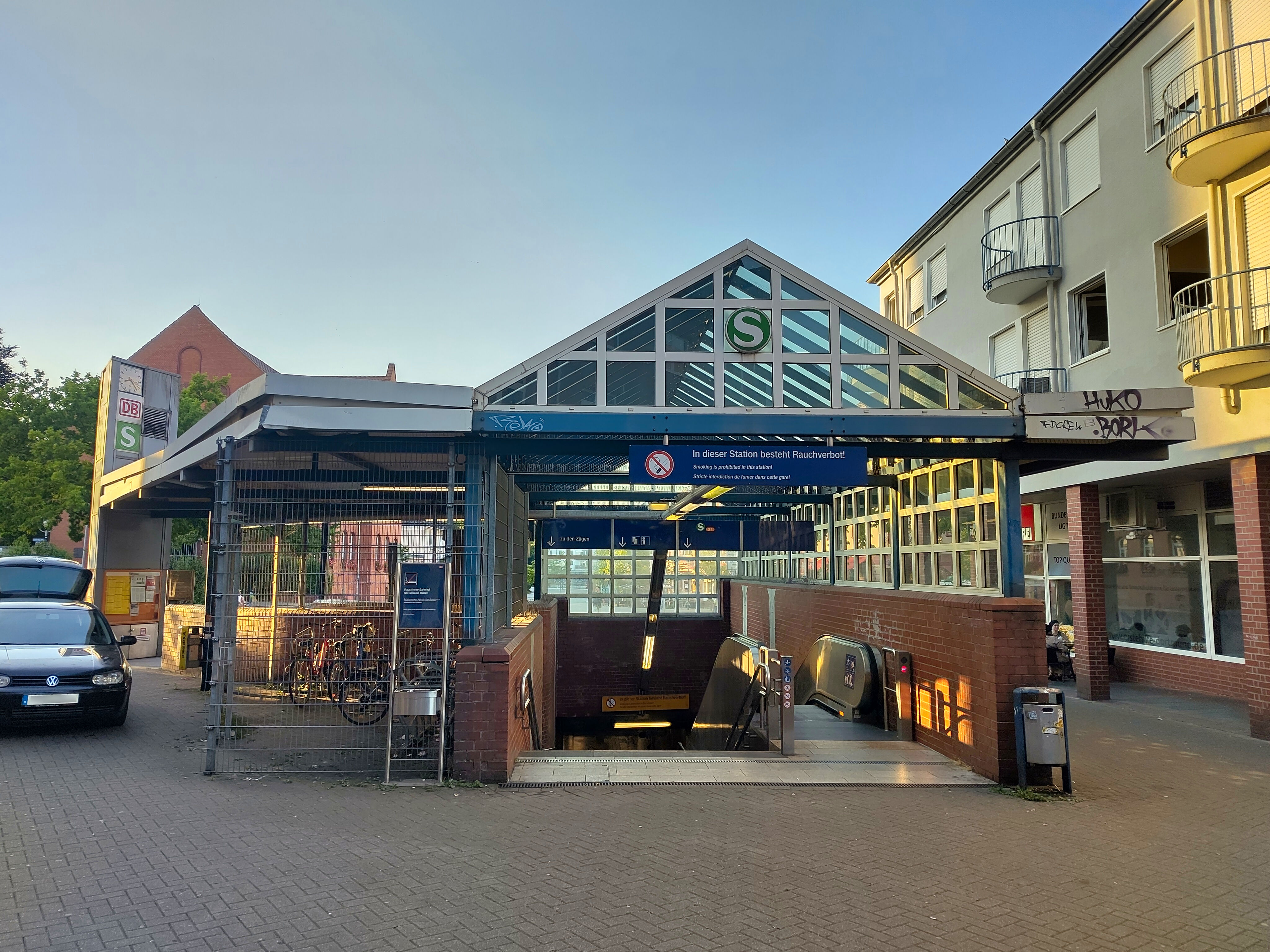
Einer der drei Eingänge zum Bahnhof Dortmund-Lütgendortmund

## Geschichte und Ausbaupläne
Der S-Bahnhof wurde am 23. Mai 1993 im Rahmen der Verlängerung der S-Bahn-Linie S 4 (im Netz der S-Bahn Rhein-Ruhr) bis zum Lütgendortmunder Markt in Betrieb genommen. Die nächstgelegene Bushaltestelle erhielt den neuen Namen Dortmund-Lütgendortmund S-Bahnhof, zuvor hieß sie Lütgendortmund Markt.
Der Weiterbau der S 4 über ihr jetziges westliches Linienende im Tunnel von Dortmund-Lütgendortmund war im S-Bahnzielnetz 2015 vorgesehen. Dazu sollte der eingleisige Tunnel bis unmittelbar südlich des Bahnhofs Dortmund-Bövinghausen verlängert werden, die S4 sollte von dort aus bis Herne den Linienweg der Emschertalbahn übernehmen und ab dort den Ast Herne–Essen der jetzigen Linie S2. Die Emschertalbahn sollte nur noch zwischen Herne und Dorsten verkehren. Der Ostast zwischen Dortmund-Bövinghausen und Dortmund Hbf sollte durch eine neue Linie der Stadtbahn Dortmund befahren werden. Lange Zeit lag das Geld für den Streckenausbau bis Bövinghausen bereit, allerdings war die Finanzierung des Betriebs nicht sichergestellt. Die Emschertalbahn verkehrt zwischen Dortmund-Bövinghausen und Herne im Stundentakt, ebenso die S2 zwischen Herne Bf und Essen Hbf, einen damals S-Bahn-konformen Zwanzigminutentakt hätte der VRR nur durch Einsparungen an anderen Stellen finanzieren können. Nach Amtsantritt des Verkehrsministers Oliver Wittke 2005 wurden sämtliche Zielvereinbarungen zunächst gekippt und einer Neubewertung unterzogen. Die Streckenverlängerung wurde durch die Integrierte Gesamtverkehrsplanung des Landes Nordrhein-Westfalen abgelehnt, eine Wiedervorlage war ab 2015 möglich.
In den SPNV-Zielnetzen für NRW aus dem Frühjahr 2022 ist die Verlängerung nicht mehr vorgesehen. Stattdessen soll die heutige RB 43 im Viertelstundentakt zur S 43 werden.
Von November 2016 bis August 2017 wurde der Bahnhof Dortmund-Lütgendortmund wegen Problemen mit den Triebwagen der Baureihe 422 nicht bedient.
In Lütgendortmund liegen weitere Bahnstationen. Der ehemalige Haltepunkt Lütgendortmund an der Stadtteilgrenze zu Marten und Kley wurde im Zuge des S-Bahn-Baus Anfang der 1980er-Jahre aufgegeben und ist heute vollkommen verschwunden und begrünt, in der Nähe liegt heute der Bahnhof Dortmund-Germania, nach der ehemaligen Zeche Germania. An der Emschertalbahn existiert zudem der Haltepunkt Dortmund-Lütgendortmund Nord.

## Verkehr
| Linie | Verlauf | Takt                                              |
| ----- | --- | ------------------------------------------------- |
| S 4   | DO-Lütgendortmund – DO-Somborn – DO Germania – DO-Marten Süd – DO-Dorstfeld – Dortmund West – DO-Möllerbrücke – DO-Stadthaus – DO-Körne West – DO-Körne – DO-Knappschaftskrankenhaus – DO-Brackel – DO-Asseln Mitte – DO-Wickede West – DO-Wickede – Massen – Unna-Königsborn – Unna West – Unna Stand: Fahrplanwechsel Dezember 2023 | 30 min 15 min (Lütgendortmund–Königsborn zur HVZ) |

### Linien – Busbahnhof
| Linie | Verlauf | Takt (Mo–Fr)                                         | Betreiber |
| ----- | --- | ---------------------------------------------------- | --------- |
| 336   | Dortmund-Lütgendortmund – Brücke Ruhr-Park – Bochum-Harpen – Bochum-Grumme – Planetarium – Bochum Rathaus – Bochum Hbf | 30 min                                               | Bogestra  |
| 369   | Dortmund Lütgendortmund – Langendreer – Langendreer Markt – DO-Somborn – Dortmund Lütgendortmund | 30 min                                               | Bogestra  |
| 370   | Bochum Stiepeler Dorfkirche – Stiepel – Querenburg – Ruhr-Universität – Bochum-Langendreer West – Werne Mitte – Dortmund Lütgendortmund | 30 min                                               | Bogestra  |
| 378   | Querenburg, Ruhr-Universität – Langendreer Markt – Bochum-Langendreer – Dortmund-Lütgendortmund – Bövinghausen – Castrop-Rauxel-Merklinde – Castrop Münsterplatz | 15 min (Ruhr-Uni–Lütgend.) 30 min (Lütgend.–Castrop) | Bogestra  |
| 440   | Dortmund-Lütgendortmund – Weidenhope – Dortmund-Germania – Dortmund-Kley – Echeloh – Dortmund-Oespel – Eichlinghofen – Barop Parkhaus – Gablonzstraße – Brünninghausen – Rombergpark – Teutonenstraße – Dortmund-Hörde Bahnhof – Emschertor – Schürener Straße – Aplerbeck Markt – Dortmund, Aplerbeck nur abends ab Lütgendortmund, tagsüber ab Germania / Oespel                                                                      |                                                      | DSW21     |
| 462   | Dortmund-Barop, An der Palmweide – Dortmund-Universität – Technologiezentrum – Dortmund-MartenSüd – Marten Abzweig (Richtung Huckarde) – In der Meile (Richtung Barop) – Gewerbegebiet Germania – Dortmund-Germania – Weidenhope – Dortmund-Lütgendortmund – Kaubomstraße – Bövinghauser Straße – Westrich – Kirchlinde Zentrum – Jungferntal Grundschule – Dortmund-Rahm Bahnhof – Huckarde Markt – Dortmund-Huckarde, Huckarde Bushof |                                                      | DSW21     |
| 463   | Dortmund-Marten Süd – Marten Abzweig (Richtung Lütgendortmund Volkspark) – In der Meile (Richtung Marten Süd ) – Steinhammerstraße – Germaniastraße – Dortmund-Germania – Somborner Straße – Dortmund-Lütgendortmund – Kaubomstraße – Volksgartenstraße – Zweiwiedenstraße (Richtung Lütgendortmund Volkspark) – Dortmund-Lütgendortmund, Am Volksgarten                                                                                |                                                      | DSW21     |
| 464   | Dortmund-Marten Süd – Marten Abzweig (Richtung Lütgendortmund ) – In der Meile (Richtung Marten Süd ) – Gewerbegebiet Germania – Mergelkopfweg – Kaubomstraße – Dortmund-Lütgendortmund (Diese Linie verkehrt nur abends, jeden Tag nach 22 Uhr) |                                                      | DSW21     |
| 470   | Dortmund-Oespel – Echeloh – Echeloh-Siedlung – Dortmund-Kley – Dortmund-Germania – Weidenhope – Dortmund-Lütgendortmund – Feldgarten – Lütge Vöhde – Kirchlinde Zentrum – Elsborn – (Bodelschwingh Feuerwache) – Dortmund-Westerfilde – Schulzentrum Nette – Mengede Markt – Dortmund.Mengede Bahnhof |                                                      | DSW21     |
| NE9   | NachtExpress Dortmund, Reinoldikirche – Kirchlinde Zentrum – Dortmund-Lütgendortmund |                                                      | DSW21     |
| NE12  | NachtExpress Dortmund, Reinoldikirche – Dortmund-Marten Süd – Dortmund-Lütgendortmund |                                                      | DSW21     |
| NE40  | NachtExpress Dortmund-Lütgendortmund – Dortmund-Kley – Steinsweg – Barop Parkhaus – Gablonzstraße – Rombergpark – Dortmund-Hörde Bahnhof – Aplerbeck – Dortmund-Aplerbeck, Lübckerstraße |                                                      | DSW21     |